# رابرت گویلام
رابرت گویلام (انگلیسی: Robert Guillaume؛ زادهٔ ۳۰ نوامبر ۱۹۲۷ – درگذشته ۲۴ اکتبر ۲۰۱۷) یک هنرپیشه اهل ایالات متحده آمریکا و از سال ۱۹۵۹ تا ۲۰۱۷ میلادی مشغول فعالیت بود.

## افتخارات
در ۲۸ نوامبر ۱۹۸۴ به دلیل فعالیت‌های خود در صنعت تلویزیون، صاحب نشان ستاره در پیاده‌روی مشاهیر هالیوود شد.

## فیلم‌شناسی
- میدان کلمبوس (۲۰۱۲)
- شیرشاه ½۱ (۲۰۰۴)
- ماهی بزرگ (۲۰۰۳)
- شیرشاه ۲: پادشاهی سیمبا (۱۹۹۸)
- ضد جاسوسی (۱۹۹۶)
- شیرشاه (۱۹۹۴)
- مترومن (۱۹۹۳)
- حکم مرگ (۱۹۹۰)
- به من تکیه کن (۱۹۸۹)
- مثل روزهای قدیم (۱۹۸۰)